# Werra zwischen Philippsthal und Herleshausen
Mit dem Namen „Werra zwischen Philippsthal und Herleshausen“ wurden zwei Abschnitte des Flusses, durch eine Anpassung im Grenzgebiet zwischen Hessen und Thüringen, als ein Flora-Fauna-Habitat(FFH)-Gebiet in das europaweite Schutzgebietssystem Natura 2000 integriert: Die Werra fließt von ihrem Quellgebiet bis zum Beginn des Unteren Werratals bei Treffurt, mit Ausnahme zweier Bereiche, in denen sie Flächen des Landes Hessen durchquert, durch Thüringen. Ihr gesamter Flusslauf in Thüringen, mit den ihn begleitenden schützenswerten Lebensräumen, wurde wegen der besonderen Naturausstattung als FFH-Gebiet 5328-305 „Werra bis Treffurt mit Zuflüssen“ ausgewiesen. Mit einem „Randabgleich“ sollten daraufhin die hessischen Teilstrecken der Werra, einschließlich eines rund fünf Kilometer langen Abschnitts des in die Werra einmündenden Stärkelsbaches, das thüringische FFH-Gebiet ergänzen. In diesen hessischen Abschnitten bildet ausschließlich der Fluss das FFH-Gebiet, ohne die angrenzenden Auenbereiche. Am Stärkelsbach hingegen erstreckt sich das Gebiet darüber hinaus, mit einer Breite von rund zehn Metern, über beide Ufer.

## Lage
Zu dem rund sechzehn Kilometer langen südlichen Teilstück des FFH-Gebiets gehören das Flussbett der Werra zwischen Philippsthal und Dankmarshausen und ein rund fünf Kilometer langer Abschnitt des bei Heimboldshausen in die Werra mündenden Stärkelsbaches. Der Ortsbereich Heimboldshausen wurde ausgeklammert. Administrativ liegen die Bereiche in den Gemarkungen von Philippsthal, Röhrigshof, Heimboldshausen, Unterneurode und Harnrode der Marktgemeinde Philippsthal sowie Lengers, Wölfershausen, Heringen und Widdershausen der Stadt Heringen im Landkreis Hersfeld-Rotenburg.
In dem nördlicheren Abschnitt zwischen Sallmannshausen und Herleshausen verläuft die Landesgrenze rund neun Kilometer lang in der Mitte der Werra. Lediglich die linke Flussseite, die sich in den Gemarkungen der Ortsteile Wommen und Herleshausen der Gemeinde Herleshausen im hessischen Werra-Meißner-Kreis befindet, ist Teil des Schutzgebiets „Werra zwischen Philippsthal und Herleshausen“.
Naturräumlich werden die Flächen dem „Osthessischen Bergland“ zugeordnet und gehören dort mit den Untereinheiten „Dorndorf-Heringer Werratal“, „Berkaer Becken“ und „Neustädt-Hörscheler Werratal“ zu der Haupteinheit des „Salzunger Werraberglands“. Nur der Stärkelsbach ragt mit seinem Oberlauf in die zum „Fulda-Werra-Bergland“ zählenden Ausläufer des „Seulingswaldes“ hinein.

## Unterschutzstellung
Entlang der Werra, die von ihren Quellbereichen bis zur Landesgrenze im Werrabergland durch das südwestliche und westliche Thüringen fließt, haben sich wertvolle Lebensraumkomplexe der Gewässer und Moore, des Grünlandes und der Wälder ausgebildet. In dem ausgedehnten Fließgewässersystem, mit flutenden Wasserpflanzen und Schlammbänken mit spezieller Vegetation, findet sich ein für Thüringen bedeutsames Vorkommen von Groppen und Bachneunaugen. Wegen ihrer reichen Naturausstattung wurde die Werra im Juni 2004 durch das Thüringer Umweltministerium als ein geeignetes Gebiet von gemeinschaftlicher Bedeutung für das europäische Schutzgebietsnetz Natura 2000 vorgeschlagen und über das Bundesumweltministerium an die EU-Kommission gemeldet. Nach der Bestätigung im November 2007 folgte die Ausweisung als FFH-Gebiet im Juli 2008.
Als von der thüringischen Seite die Meldung für Natura 2000 vorlag, forderte das Bundesamt für Naturschutz vom Land Hessen einen Randabgleich mit den beiden hessischen Teilstrecken, der mit der Einrichtung des FFH-Gebiets „Werra zwischen Philippsthal und Herleshausen“ im März 2008 erfüllt wurde. Neben dem Gebietsmanagement und dem damit verbundenen Monitoring verlangte die EU-Kommission eine förmliche Schutzerklärung, die im Januar 2008 mit der „Verordnung über Natura 2000-Gebiete in Hessen“ erfolgte. Hiermit wurden die rechtlichen Verpflichtungen der beiden Naturschutz-Richtlinien der Europäischen Union erfüllt. Das FFH-Gebiet besitzt eine Größe von 97,93 Hektar, hat die Gebietsnummer 5125-350 und den WDPA-Code 555520483. Neben den Zielsetzungen der FFH-Richtlinie gelten für die Werra und den Stärkelsbach auch die Bestimmungen der Europäischen Wasserrahmenrichtlinie, die als gleichrangig zu beachten sind.
Mit den Flora-Fauna-Habitat-Gebieten 4926-303 „Werraaue von Herleshausen“ und 5026-301 „Rohrlache von Heringen“ sowie dem Vogelschutzgebiet 5026-402 „Rhäden von Obersuhl und Auen an der mittleren Werra“ grenzen weitere Natura 2000-Gebiete an das FFH-Gebiet unmittelbar an, das innerhalb des im Jahr 1992 eingerichteten Landschaftsschutzgebiet „Auenverbund Werra“ liegt. Die Schutzgebiete gehören zu dem Biotopverbund des „Grünen Bandes“, das mit der Entscheidung des Thüringer Landtages vom 9. November 2018 zum Nationalen Naturmonument erklärt wurde.

## Die Werra im FFH-Gebiet

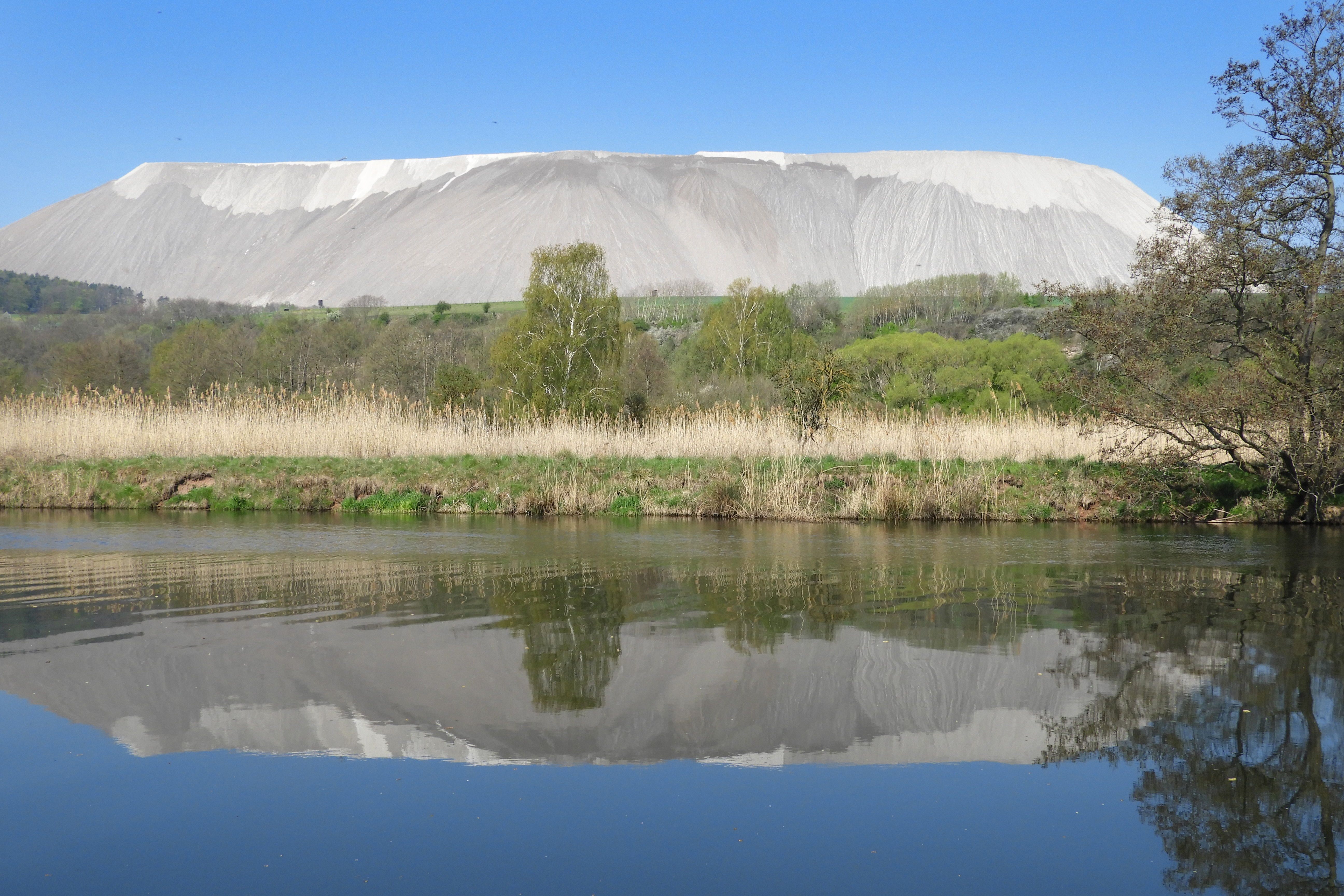
Die Werra im Bereich der „Rohrlache von Heringen“. Im Hintergrund der „Monte Kali“, die Abraumhalde des Kalibergbaus.

Die Gewässerstruktur der Werra gilt im südlichen Bereich des FFH-Gebiets wegen verschiedener Ausbaumaßnahmen und mehrerer Stauhaltungen als stark beeinträchtigt. Durch die zahlreichen Wasserkraftanlagen, deren Wehre ausgedehnte Rückstaubereiche zur Folge haben, wird vor allem der Fließabschnitt zwischen Philippsthal und Widdershausen in der hessischen Strukturgütekartierung als „erheblich veränderter Wasserkörper“ ausgewiesen.
Zu den strukturellen Beeinträchtigungen kommt die hohe Belastung durch die Einleitung von Salzen über Produktionsabwässer oder durch Auswaschungen der im Bereich der Werra angesiedelten Kaliindustrie hinzu, die hier bereits seit dem 19. Jahrhundert den Abbau von Kalisalzen betreibt. Sie haben die Werra zum längsten Fließbrackgewässer Deutschlands werden lassen. Bis Ende der 1980er Jahre betrug die jährliche Salzfracht rund 12,9 Millionen Tonnen, die sich nach der Schließung der Thüringer Kalibergwerke auf etwa ein Drittel verringerte. Durch die Anlage von Pufferbecken in den hessischen Abbaubetrieben wird eine gleichmäßigere, auf die Wasserführung abgestimmte Abgabe angestrebt, dennoch überschreiten die Salzkonzentrationen der Werra bei weitem die geogene Belastung und die auftretenden Schwankungen gelten noch immer als beträchtlich.
Nach der Wiedervereinigung Deutschlands trat im Jahr 1992 das Bund-Länder-Verwaltungsabkommen zur Reduzierung der Versalzung von Werra und Weser in Kraft, das Ende der 1990er Jahre umgesetzt werden konnte. Durch die Maßnahmen ist es im Wesentlichen gelungen, den Grenzwert für die Chloridkonzentration von 2.500 Milligramm je Liter (mg/l) am Messpegel Gerstungen seit 2001 ganzjährig einzuhalten. Dieser aus dem Jahr 1942 stammende Grenzwert entspricht allerdings nicht mehr dem Stand modernen Gewässerschutzes und wird von Umweltschützern wegen gravierender Folgen für Ökosysteme und Trinkwasser kritisiert. Auch aktuell finden noch Einleitungen statt, allerdings zwischenzeitlich in geringeren Umfang und mit niedrigeren Grenzwerten für Chlorid. Zudem muss der Düngemittelhersteller K+S den Clorid-Wert herunterfahren, wenn mögliche Hochwasser drohen, damit durch Überschwemmungen keine zu starken Salzkonzentrationen auf die überfluteten Flächen eingetragen werden können. Trotz der Verbesserungen in den letzten Jahre zählt die Werra zu den Gewässern mit der schlechtesten Güteklasse in Europa. Die hohe Salzlast beeinträchtigt erheblich die Lebensgemeinschaften des Flusses, die derzeit als „artenarm ausgeprägt“ bewertet werden.

## Arten des Anhangs I und II der FFH-Richtlinie
Nach dem Standarddatenbogen für besondere Schutzgebiete wurde innerhalb des FFH-Gebiets lediglich ein kartierwürdiger Lebensraumtyp festgestellt. Die einreihigen Erlengalerien, die die Ufer des Stärkelsbaches säumen, werden dem, im Anhang I der FFH-Richtlinie als prioritär eingestuften Lebensraumtyp *91EO „Erlen-Eschenwälder und Weichholzauenwälder an Fließgewässern“ zugeordnet. Wegen der linienhaften und teilweise nicht geschlossenen Ausprägung des Erlenbestandes entlang des Baches wird der Zustand in der Grunddatenerfassung mit C (schlecht) bewertet. Von den im Anhang II der FFH-Richtlinie aufgelisteten Arten von gemeinschaftlichem Interesse, die nach Gesetzen der Europäischen Union geschützt werden, nennt der Standarddatenbogen Bachneunauge und Groppe.
- Bachneunauge

Die zu den Rundmäulern gehörenden Bachneunaugen erkennt man an den sieben Kiemenöffnungen an jeder Seite, denen sie, mit Auge und Nasenöffnung, ihren Namen verdanken. Ihr wurmförmiger Körper kann eine Länge von bis zu 15 cm erreichen. Die größte Zeit ihres Lebens verbringen sie als augenlosen Larven in feinen Sedimenten von Bächen. Die in ihrer Larvenzeit Querder genannten Neunaugen fressen sie Detritus, Algen, später auch Insektenlarven. Nach der Metamorphose zum erwachsenen Tier nehmen sie keine Nahrung mehr auf und überwintern unter Steinen oder Wurzeln. Im Frühjahr des darauffolgenden Jahres wandern die Bachneunaugen bachaufwärts zu geeigneten Laichplätzen und sterben nach der Eiablage.
Die ursprünglich sehr weit verbreitete Art, deren Bestände lokal oft stark zurückgegangen sind, ist im Stärkelsbach noch in mäßigen Dichten und in verschiedenen Altersstadien vertreten. Bei den Untersuchungen im Rahmen der Grunddatenerfassung wurde eine ausreichende Individuenzahl festgestellt, so dass für die Wissenschaftler populationsgenetisch der Schwellenwert für eine akute Gefährdung der Art als nicht unterschritten gilt. Bachneunaugen reagieren empfindlich auf Eingriffe in das Gewässersystem. Selbst kleine Querverbauungen sind für sie kaum zu überwinden. Auch durch ihre lange Zwischenform als Larve sind sie empfindlicher als andere Fischarten.
- Groppe

Die Groppe ist ein Kleinfisch mit einer gedrungenem und abgeflachten Körperform, breitem Kopf und großer Maulspalte. Ihr schuppenloser Körper zeigt eine gräulich-braune Färbung mit dunkler Marmorierung. Die Groppe stellt hohe Ansprüche an die Wasserqualität und hält sich am Boden kiesig-steiniger Flussabschnitte auf, wo sie sich von Pflanzenteilen und kleinen Bodentieren, wie Wasserinsektenlarven oder Kleinkrebsen, ernährt. Als Grundfisch ohne Schwimmblase ist sie eine vergleichsweise schlechte Schwimmerin, die nur zu „hüpfenden“ Bewegungen dicht über dem Gewässergrund in der Lage ist.
Trotz ihrer hohen Salzbelastung weist die Werra im FFH-Gebiet ein konstantes Vorkommen von Groppen auf. Der obere Abschnitt, zwischen Philippsthal und Heringen, wird nahezu flächendeckend besiedelt und wegen des Größenspektrums von Exemplaren mit 5 bis 13 cm Gesamtlänge haben die Verfasser der Grunddatenerfassung keine Zweifel, dass es sich um eine reproduktive Population handelt. Dagegen sind die Nachweise von Groppen aus dem Werraabschnitt bei Herleshausen vergleichsweise gering.
Um Eingriffe zu vermeiden, die sich negativ auf die Bestände auswirken, wurden die „Erhaltung durchgängiger, strukturreicher Fließgewässer“ mit sandig-kiesiger Sohle und gehölzreichen Ufern zu verpflichtenden Schutzzwecken erklärt.
Zu den sonstigen Fischarten, die in der Werra im Bereich des FFH-Gebiets gesehen wurden und als wertsteigernd gelten, gehören Aal und Äsche sowie Hecht, Döbel, Elritze, Rotauge, Forelle und Rotfeder.